# Universidad CEU Cardenal Herrera

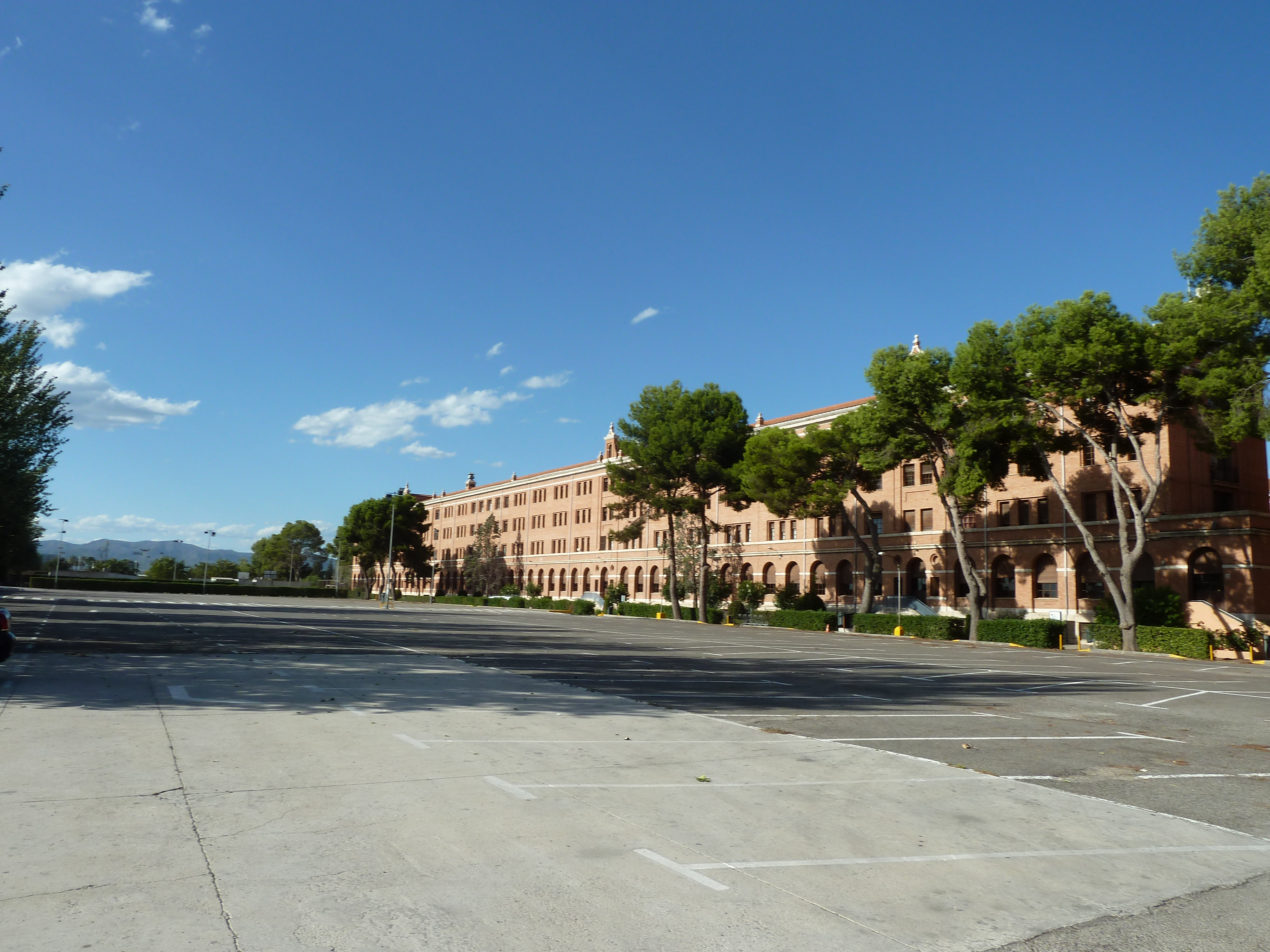
Campus de Moncada.

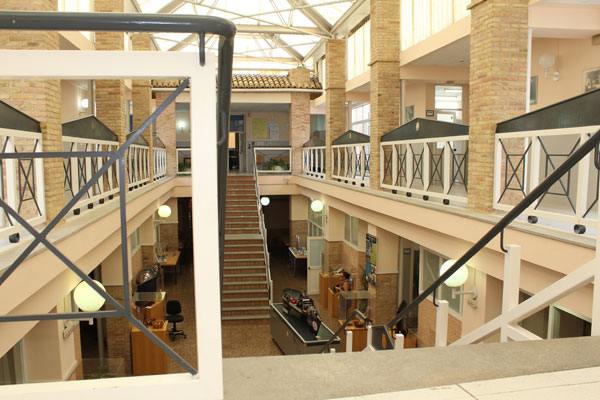
Escuela Superior de Enseñanzas Técnicas.

La Universidad CEU Cardenal Herrera (CEU UCH) es una universidad española privada, católica, con sede en Valencia y campus en Alfara del Patriarca (Valencia), Castellón de la Plana y Elche (Alicante).
Aunque comenzó como centro adscrito a la Universidad de Valencia y la Universidad Politécnica de Valencia fue reconocida como universidad por la Generalidad Valenciana en 1999 y se inauguró en el año académico 2000-2001. Pertenece a la Fundación Universitaria San Pablo CEU, una institución fundada en 1933 por el jesuita Padre Ayala y el Cardenal Ángel Herrera Oria, que da nombre a la Universidad CEU.

## Historia
La Fundación CEU San Pablo fue creada y es propiedad de la Asociación Católica de Propagandistas. Inauguró sus obras en Valencia en 1971 y en Elche en 1994 como centros adscritos a las universidades Universidad de Valencia, Universidad de Alicante y la Universidad Politécnica de Valencia. La Generalidad Valenciana aprobó la Ley de creación de la Universidad CEU Cardenal Herrera en diciembre de 1999 y como tal funciona desde el curso 2000-2001. El centro de Castellón de la Plana abrió sus aulas en el curso 2007-2008.
Tras el nombramiento de la rectora Rosa María Visiedo Claverol como nueva rectora de la Universidad CEU San Pablo de Madrid, fue nombrado nuevo rector la Universidad CEU Cardenal Herrera, el profesor Vicente Navarro de Luján. Durante los ocho años de Visiedo al frente de la Universidad se produjo una decidida apuesta por la internacionalización del alumnado (aproximadamente, el 30 % es extranjero), junto con una modernización de las instalaciones.

## Campus
La universidad posee tres campus:  
- Alfara del Patriarca (Valencia), el más grande y el principal.
- Castellón de la Plana.
- Elche  .

En el campus de Alfara del Patriarca se encuentran todas las instalaciones principales, como la Biblioteca Central y la Oficina Internacional.  
El campus está conectado con el centro de Valencia, a través de la línea 1 de metro y con servicio frecuente de autobús, además de estar cercana a residencias de estudiantes.

## Vida Universitaria
Además del equipamiento técnico de cada clase y de las cinco aulas de informática distribuidas en los diferentes centros, la Universidad CEU Cardenal Herrera cuenta con una Biblioteca con capacidad para 700 puestos de estudio y salas para el trabajo en grupo. La Facultad de Ciencias Experimentales y de la Salud dispone de una clínica odontológica, con atención ambulatoria, prácticas de laboratorio en ciencias básicas biomédicas y clínicas simuladas para el área de la salud. La Facultad de Veterinaria cuenta además de un "núcleo zoológico de docencia e investigación" y de un hospital clínico veterinario, con un equipamiento único en la Comunidad Valenciana. Por su parte, la Facultad de Humanidades y Ciencias de la Comunicación dispone del "centro de inducción de medios y multimedia", de 3300 metros cuadrados, con aparatos de televisión, radio y fotografía; además, edita un periódico propio, El Rotativo, y tiene una emisora de radio, Radio CEU. Se ofertan, además, actividades relacionadas con el teatro, la edición escrita o la radio.

## Facultades
La Universidad se divide en cinco facultades y en tres campus urbanos. Cada una alberga departamentos y ofrecen diversas titulaciones de grado y posgrado.
- Facultad de Humanidades y Ciencias de la Comunicación
- Facultad de Derecho, Empresa y Ciencias Políticas

- Facultad de Ciencias de la Salud
- Facultad de Veterinaria
- Escuela Superior de Enseñanzas Técnicas

## Institutos de investigación
La Universidad CEU Cardenal Herrera ha abierto proyectos de investigación en colaboración con varios ministerios y consellerias distintas de la Generalidad Valenciana contando con cuatro institutos de investigación: el Instituto de Ciencias Biomédicas, el Instituto sobre Diseño, Innovación y Tecnología, el Instituto de Disciplinas Económicas, Ambientales y Sociales y el Instituto de Humanidades Ángel Ayala. En el Tercer Ciclo, la Universidad CEU Cardenal Herrera enseña 12 programas de doctorado con la participación de 160 estudiantes. En el curso 11/12 fueron leídas en la Universidad CEU Cardenal Herrera treinta tesis. En el curso escolar 2012-13 existen líneas de investigación relacionadas con las ciencias de la salud, veterinaria, humanidades, ciencias de la comunicación, derecho, ciencias políticas.